# 茹で物

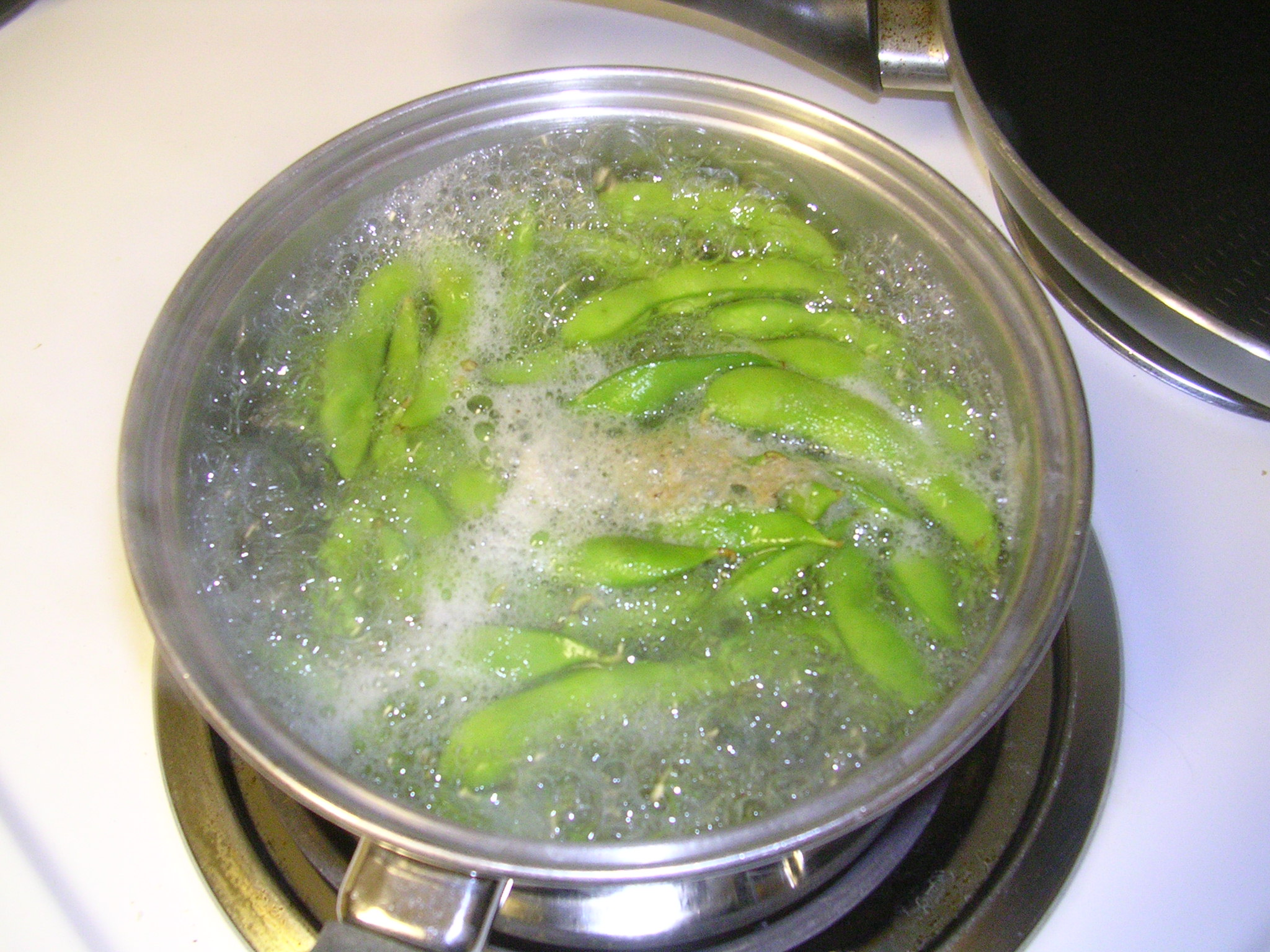
枝豆を茹でる

茹で物（ゆでもの）は、食品を沸騰させた水（湯）の中で加熱する調理法。同時に調理した食品そのものも茹で物と呼ぶ。現在進行系で｢茹でる｣､過去形で｢茹でた｣と言うこともある。
煮物との大きな違いは、単に湯の中で加熱することを主目的とする点で、軽く塩を加えることがある以外、基本的に味付けを行わない所にある。

## 調理法
水に食材を入れてから茹でてゆく場合と、沸き立った熱湯に食材を入れて茹でる場合とがあり、食材によって茹で方が異なる（一般的には、根菜の場合には煮くずれを防ぐために前者の方法、葉菜の場合には変色を防ぐために後者の方法がとられる）。
- 組織の硬い野菜では、表面も内部も均等に加熱して表面から先に煮くずれするのを防ぐため、水から茹でる方法が一般的である[2]。
  - 主にニンジン、ゴボウ、ダイコン、イモ類などの調理に用いられる方法で、煮物などでは調味料を均等に浸透させる効果もある[2]。
  - 茹で水は少なくてよく、多すぎると対流が大きくなりイモ類などは煮崩れを起こす[2]。
  - 組織の硬い野菜でも薄切りや千切りにしたものは熱湯で短時間で茹でる方法が一般的である[2]。

- 野菜の緑色や食感を残したり、味や栄養成分を逃さないため、加熱を短時間にとどめたい場合には熱湯で茹でる方法が一般的である[2]。
  - 主にホウレンソウやコマツナ等の青菜、キャベツ、ブロッコリーなどの調理に用いられる方法で、余熱で色褪せるのを防ぐため茹でた後は急速に冷却することが多い[2]。
  - 茹で水が少ないと食品投入後の温度低下が大きくなり茹で時間を短くすることができない[2]。
  - ホウレンソウなどを茹でるときは野菜から出る有機酸を蒸発させるため蓋はしない[2]。

茹でる際に用いた湯は通常廃棄される。特にホウレンソウなどでは大量の有機酸が出るため使い回しはしない。ただし、料理によっては茹で汁を残しておき利用する場合もある。蕎麦の茹で汁は蕎麦湯と称して、飲用にする。

## 茹でる目的
※調味（味付け）は原則的に行わない。
- 加熱により食材の組織を破壊する。
  - 食材をやわらかくする。
  - 食材のえぐみ、臭みを取り除く。肉・魚類の余分な脂肪分を取り除く。
  - 後の調理の際に食材に味が染み込み易くする。
- 特に麺において、水分含有量を高める。
- 摂氏100度近い温度を保ちながら加熱する。
- 食肉、魚肉などの水溶性の蛋白質を凝固させる為に短時間茹でることを表面が白くなることを霜に見立てて霜降り造りと言う。
  - 中華料理でよく行われる油通しにも同様の目的がある。
- 少量の油を入れて茹でることもある。温度が上がり、短時間で仕上がるため、野菜は色よく茹でられる。パスタは茹で上げたあとくっ付きにくくなる。
- 和食では「和え物」として、茹でた野菜をゴマ和え・酢味噌和えとして提供される。（これらを冷凍して、常備菜とすることも多い）

## 各種の方法

### 塩茹で
塩を入れてゆでる方法を塩茹でという。
青菜の場合、ゆで水に1～2％の食塩を入れると緑色の色素であるクロロフィルの安定化に役立つとされている。ただし、大量調理などの場合は塩味が残ってしまう可能性があるため料理などに合わせて食塩使用量を調節する必要がある。
また、海産の魚介類を茹でる際も、旨み成分が流出することを防ぐために、茹で湯の浸透圧を海水に近づける工夫を行うことがある。茹で湯に塩を入れるが分量は「海水程度の塩辛さ」と表される。入れられる塩は調味目的ではない。

### 下茹で
後の調味などの前に下拵えを目的に茹でる作業を特に下茹でと称する。

## 茹でる際の注意すべきこと
茹ででは水を使用することから、壊れた組織から水溶性の成分（旨味、甘味、苦味、ビタミンCなど）が出過ぎないように留意する必要がある。流出した成分を有効利用するためにゆで汁を使う蕎麦湯、オイスターソース、豆汁のような例もある。
茹でる調理法を残酷であると感じる国（国民性）もある。2019年、イギリス労働党は、動物愛護の観点から公約の一つに「ロブスターやカニを生きたままゆでる調理法の禁止」を掲げている。